# Михайлов, Виталий Петрович
Виталий Петрович Михайлов (род. 15 июля 1976) — белорусский и молдавский самбист и дзюдоист, чемпион Молдавии по дзюдо 2003 года, призёр международных турниров по дзюдо, серебряный призёр чемпионата Европы по самбо 2001 года в Албене, серебряный (2000) и бронзовый (2002) призёр чемпионатов мира по самбо. Выступал в легчайшей весовой категории (до 57 кг). Работает тренером по дзюдо в училище олимпийского резерва в Могилёве (Белоруссия).